# Meota n.º 468
Meota n.º 468 es un municipio rural canadiense situado en la provincia de Saskatchewan.

## Superficie
Meota n.º 468 tiene una superficie de 642,11 km².

## Demografía
En 2021, tenía 1110 habitantes, una densidad poblacional de 1,7 hab./km², y 930 viviendas.